# Martti Lautala
Martti Lautala (ur. 11 listopada 1928 r.) – fiński biegacz narciarski, brązowy medalista mistrzostw świata.

## Kariera
Nigdy nie startował na zimowych igrzyskach olimpijskich. W 1954 roku wystartował na mistrzostwach świata w Falun. Osiągnął tam największy sukces w swojej karierze zdobywając brązowy medal w biegu na 30 km techniką klasyczną. Wyprzedzili go jedynie zwycięzca Władimir Kuzin ze Związku Radzieckiego oraz drugi na mecie Veikko Hakulinen z Finlandii. Na tych samych mistrzostwach zajął także siódme miejsce w biegu na dystansie 50 km.
Ponadto Lautala zdobył brązowy medal mistrzostw Finlandii w biegu na 50 km. Był też drugi podczas Holmenkollen ski festival w 1953 roku oraz podczas zawodów Salpausselän Kisat w latach 1952 i 1955.

## Osiągnięcia
| Miejsce | Dzień     | Rok  | Miejscowość | Konkurencja             | Czas biegu | Strata | Zwycięzca      |
| ------- | --------- | ---- | ----------- | ----------------------- | ---------- | ------ | -------------- |
| 3.      | 14 lutego | 1954 | Falun       | 30 km stylem klasycznym | 1:50:25    | +0:27  | Władimir Kuzin |
| 7.      | 21 lutego | 1954 | Falun       | 50 km stylem klasycznym | 1:50:25    | +4:19  | Władimir Kuzin |